# Hmyzomorka východní
Hmyzomorka východní (Vairimorpha ceranae, syn. Nosema ceranae Fries, 1996) je po hmyzomorce včelí dalším objeveným druhem původce střevního onemocnění včel – nosemózy. Oba uvedené druhy parazitických hub jsou si velmi podobné jak stavbou těla tak i celkovou biologií.

## Výskyt
Nový druh skupiny mikrosporidie objevil v r. 1996 švédský prof. Ingmar Fries v Číně. Druhové jméno bylo vytvořeno podle hostitele – včely východní (Apis cerana). Mělo se za to, že cizopasník postihuje pouze druh Apis cerana. V r. 2005 byl na Tchaj-wanu parazit objeven také v těle včely medonosné. Ve stejném roce ohlásil ve Španělsku nález na včele medonosné Dr. Mariano Higes. V roce 2006 byl výskyt Nosemy ceranae potvrzen ve Francii, Německu a Švýcarsku.

## Biologie patogena
Studium druhu Nosema ceranae nebylo dosud ukončeno. Lze však již konstatovat, že biologie parazita se příliš neliší od životních projevů hmyzomorky včelí (Nosema apis). Nápadný rozdíl lze pozorovat v klinice choroby včel. U Nosema ceranae je průběh onemocnění mnohem rychlejší. Včely hynou po 8 dnech od nakažení. Choroba však není provázená průjmem, ani malátnými pohyby včel, jak je tomu u Nosema apis. Nakažené včely hynou většinou mimo úl. Včelstvo postupně slábne, až zůstané prázdný úl. Případná souvislost mezi nákazou Nosema ceranae a jevem CCD (Colony collaps disorder – symptom zhroucení včelstva) je předmětem výzkumu.